# Roberto Weber
Roberto Weber (Trieste, 1952) è un sondaggista italiano, presidente dell'Istituto Ixè.

## Biografia
Nel 1981 è fra i fondatori di SWG, di cui è stato presidente. Nel 2013 lascia la società. È presidente dell'Istituto Ixè, nato nel 2013. Realizza i sondaggi per la trasmissione di Rai 3 Agorà.
Appassionato di corsa, nel 2007 ha pubblicato con Einaudi Perché corriamo.

## Opere
- I nuovi barbari, 2001, Dalai.
- Perché corriamo, 2007, Einaudi.